# 웅천군
| Daedongyeojido (Gyujanggak) 18-02.jpg |
| Daedongyeojido (Gyujanggak) 19-02.jpg |

웅천군(熊川郡)은 경상남도 창원시 진해구의 옛 행정구역이다.
현재의 창원시 진해구, 성산구 일부(웅남동 등) 및 부산 강서구 가덕도동(가덕도)이 웅천군의 관할 지역이었다. 1908년, 행정구역 개편으로 창원부, 진해군과 통합되어 창원부로 개편되었다.
병산(屛山), 웅산(熊山)은 웅천의 별호이다.

## 역사
- 삼국시대 : 웅지현(熊只縣)으로 칭하였다.
- 757년(신라 경덕왕 16년) : 웅신현(熊神縣)으로 개칭되고, 의안군(義安郡, 현 창원시)의 영현이 되었다.
- 1018년(고려 현종 9년) : 금주부(金州府, 현 김해시)의 속현으로 병합되었다.
- 조선 문종 : 웅천현(熊川縣)으로 독립하였다.
- 1510년(조선 중종 5년) : 웅천도호부로 승격하였다가 곧 웅천현으로 강등되었다.
- 1895년(조선 고종 32년) : 진주부 웅천군으로 개편되었다.[1]
- 1896년(건양 원년) : 경상남도 웅천군으로 개편되었다.[2]
- 1908년(융희 2년) : 웅천군이 진해군(현 마산합포구 진동면·진북면·진전면 일대)과 함께 창원부에 통합되었다.[3]

## 참고 문헌
- 김부식 (1145), 《삼국사기》 〈잡지제삼 지리일(雜志第三 地理一)〉